# Udea saxifragae
Udea saxifragae là một loài bướm đêm trong họ Crambidae.